# Bitka pri Lugdunu
Bitka pri Lugdunumu, imenovana tudi Bitka pri Lyonu, se je odvila 19. februarja 197 pri Lugdunumu](sodobni Lyon, Francija, med armadama rimskega cesarja Septimija Severja in uzurpatorja Klodija Albinja. Severjeva zmaga ga je dokončno uveljavila kot edinega cesarja rimskega cesarstva po burni državljanski vojni petih cesarjev in takoj po njej.
Ta bitka naj bi bila največji, najtrši in najbolj krvavi spopad med rimskimi silami. Po mnenju angleškega zgodovinarja Edwarda Gibbona je rimski zgodovinar Kasij Dion ocenil skupno število rimskih vojakov, ki so se borili na obeh straneh, na 150.000. Zgodovinar Michael Kulikowski navaja, da je Sever vodil veliko večjo silo z združenimi legijami Dakije in donavskih provinc. Zgodovinar A. J. Graham podpira Gibbonovo številko 150.000 vojakov skupaj, namesto včasih navedene številke 300.000 skupaj in torej 150.000 na vsaki strani, kar po njegovem mnenju predstavlja splošno sprejet napačen prevod izvirnega jezika Kasija Diona. Graham analizira tudi možne sile, ki so bile na voljo Albinu in navaja, da bi lahko bilo število vojakov na vsaki strani približno enako.

## Ozadje
Po umoru cesarja Pertinaksa s strani pretorijanske garde 28. marca 193, po le treh mesecih vladavine, se je začel boj za nasledstvo prestol rimskega cesarstva, kar je povzročilo leto petih cesarjev. Po umoru Pertinaksa so pretorijanci kljub razočaranju in demonstracijam plebejcev cesarstvo prodali na dražbi najvišjemu ponudniku, Didiju Julijanu. Razočarana rimska množica je poklicala ime Pescenija Nigerja, guvernerja rimske Sirije, ki je nadzoroval tri legije, da bi prišel v Rim in prevzel oblast. Ko je Pescenij Niger slišal novico o Pertinaksovi smrti, se je razglasil za cesarja in si pridobil podporo skupno 10 legij. Medtem so legije za cesarja razglasile Septimija Severja, guvernerja Zgornje Panonije in tudi poveljnika treh legij. Sever je obljubil, da se bo maščeval za umor Pertinaksa, ki so ga vojaki zelo spoštovali. Preden se je odpravil v Rim, da bi strmoglavil Didija Julijana, je Sever sklenil zavezništvo z mogočnim poveljnikom treh legij in 70 rimskih pomožnih enot v Britaniji, Klodijem Albin Sever je Albina prepoznal kot Cezarja in svojega očitnega dediča kot Avgusta. Albin je ta dogovor sprejel.
Sever, ki se je nahajal bližje Rimu kot Pescenij Niger, je kmalu pridobil podporo 16 zahodnih legij in se odpravil proti Rimu. Ko se je Sever do konca maja 193 približeval Rimu, je Didij Julijan do izgubil vso podporo in ga je vojak 2. junija 193 ubil v palači. Rimski senat je nato Severja razglasil za cesarja. Preden je Sever vstopil v mesto je razpustil pretorijansko gardo in jo nadomestil s svojimi vojaki. Po manj kot mesecu dni se je Sever odpravil na boj proti Pesceniju Nigru. Poveljnik Tiberij Klavdij Kandid, zvest Severju, je takoj še leta 193 pri Kiziku napadel in pri Nikeji premagal Nigerjeve sile. Druge province in mesta v vzhodnih delih cesarstva so nato začela prehajati k Severju. Sever je odpotoval v Perint, kjer je poveljstvo nad pohodom proti Nigru prepustil Publiju Korneliju Anulinu, čigar legije so v bitki pri Isu (194) premagale in uničile Nigerjeve sile. Nigerja so ujeli in usmrčili v Antiohiji. Po prihodu v Antiohijo in utrditvi svojega položaja je Sever leta 195 izvedel pohod proti manjšima kraljestvoma Osroeni in Adiabeni ter prevzel nadzor nad tema območjema od Partije.
Sever je nato poskušal okrepiti svoj položaj avgusta, tako da se je opisal kot sin Marka Avrelija in brat Komoda. Prav tako je svojega mladega sina Bassiana, bolj znanega kot Karakala, povzdignil v naziv Cezarja in mu dal ime Mark Avrelij Antonin. To je prekinilo Severjevo zavezništvo z Albinom, kar je predstavljalo očitno grožnjo za Albina, ki se ji je zoperstavil tako, da se je razglasil za Avgusta. Rimski senat je 15. decembra 195 Albina razglasil za javnega sovražnika. Do začetka leta 196 je Sever v še enem koraku za mestnega prefekta Rima postavil svojega zaveznika Publija Kornelija Anulina, da bi utrdil svoj položaj. Oder je bil zdaj pripravljen za državljansko vojno med silama, ki sta jih zbirala Severus in Albinus, ki je na koncu dosegla vrhunec v bitki pri Lugdunumu.

## Upor in predhodne poteze
Leta 196 je Klodij Albin, potem ko so ga njegove čete pozdravile za cesarja, odpeljal 40.000 mož v treh legijah iz Britanije v Galijo. Potem, ko je zbral dodatne sile, je postavil poveljstvo v Lugdunu. Tam se mu je pridružil Lucij Novij Ruf, guverner Tarakonske Hispanije in legija VII. Gemina pod njegovim poveljstvom. Toda Sever je imel na svoji strani močne donavske in germanske legije. Da bi poskušal zmanjšati to prednost in si morebiti pridobiti njihovo podporo, je Albin najprej udaril proti germanskim silam pod poveljstvom Virija Lupa, guvernerja Spodnje Germanije. Albin jih je premagal, vendar ne dovolj odločno, da bi izzval njihovo zvestobo Severju.  Albin je nato razmišljal o napadu na Italijo, vendar se je Sever na to pripravil z okrepitvijo garnizonov alpskih prelazov. Ker ni hotel tvegati izgub ali zamud, ki bi jih povzročilo prebhod čez prelaze, se je Albin od tega odvrnil.
Pozimi 196–197 je Sever zbral svoje sile ob Donavi in odkorakal v Galijo, kjer je na svoje veliko presenečenje ugotovil, da so Albinove sile približno tako močne kot njegove. Vojski sta se najprej spopadli pri »Tinurtiju« (Tournusu), kjer je imel Sever boljši dan, vendar ni mogel doseči odločilne zmage, ki jo je potreboval.

## Bitka
Albinova vojska se je umaknila v Lugdunum; Sever je sledil in 19. februarja 197 se je končno začela obsežna in na koncu odločilna bitka. Natančne podrobnosti so prav tako nejasne kot natančno število udeležencev. Vendar vemo, da sta bili obe strani približno enakopravni, zato je šlo za krvavo in dolgotrajno bitko, ki je trajala več kot dva dni (redko so bitke v tistem času trajale dlje kot nekaj ur). Vojna sreča se je med bitko večkrat spremenila, izid pa je bil dolga časa neodločen.
Zdi se, da je imel Sever prednost v konjenici, kar je bitko dokončno obrnilo v njegovo korist. Izčrpana in okrvavljena je bila Albinova vojska poražena.

## Posledice
Zgodovinar Michael Kulikowski trdi, da je Albin pobegnil v Lugdunum, kjer si je vzel življenje.  Sever je dal Albina sleči in obglaviti truplo. Čez brezglavo truplo je jezdil s konjem pred svojimi zmagovitimi četami. Sever je Albinovo glavo poslal nazaj v Rim kot opozorilo. Albinovo truplo in trupla njegove žene in sinov je dal vreči v reko Rono. Lucij Novij Ruf, ki je podpiral Albinusa, je bil ubit. Sever je dal usmrtiti tudi 29 senatorjev, ki so podpirali Albina.
V samem Lugdunumu je Sever prenovil cesarsko kultno svetišče, da bi proslavil svojo prevlado in ponižal Albinove provincialne podpornike. Po Duncanu Fishwicku so bili reformirani cesarski obredi v Lugdunumu podobni tistim, ki jih je gospodar prejel od svojih sužnjev.
Nekaj časa po tej bitki je bila provinca Britanija razdeljena na Zgornjo Britanijo in Spodnjo Britanijo (latinsko Britannia Superior in Britannia Inferior). Tudi rimske sile v Britaniji so bile močno oslabljene, kar je vodilo do vdorov, uporov in umika Rima z Antoninovega zidu proti jugu do Hadrijanovega zidu. Med zatiranjem enega od teh uporov je Sever sam umrl blizu Eborakuma 4. februarja 211, le nekaj tednov pred 14. obletnico svoje zmage pri Lugdunumu.

## Navedbe
1. ↑  Taylor, Ira Donathan (2016). Roman Empire at War : A Compendium of Battles from 31 B.C. to A.D. 565 (v English). Barnsley, South Yorkshire: Pen et Sword Military. str. 137. ISBN 9781473869080.{{navedi knjigo}}:  Vzdrževanje CS1: neprepoznan jezik (povezava)
2. 1 2  Gibbon, Edward. Zaton in propad rimskega cesarstva. 1. zvezek. Chicago: Enciklopedija Britannica, Inc., 1952. Velike knjige zahodnega sveta, 40. zvezek. OCLC 916867. str. 48, 685. Navaja Cassius Dio 1, knjiga lxxv, str. 1260.
3. ↑  Kulikowski 2016, str. ;86–87.
4. ↑  Graham 1978, str. 628.
5. ↑  Graham 1978, str. 629.
6. ↑  Kulikowski 2016, str. ;70–71, 76–77.
7. 1 2 3 4  Kulikowski 2016, str. 78.
8. 1 2 3 4 5  Kulikowski 2016, str. 79.
9. 1 2 3 4  Gibbon, 1952, str. 47.
10. 1 2  Kulikowski 2016, str. 80.
11. 1 2  Kulikowski 2016, str. 81.
12. ↑  Kulikowski 2016, str. ;82–83.
13. 1 2 3  Kulikowski 2016, str. 83.
14. ↑  Kulikowski 2016, str. ;83–84.
15. ↑  Goldsworthy, Adrian. Pax Romana: Vojna, mir in osvajanje v rimskem svetu. New Haven in London: Yale University Press, 2016. ISBN 978-0-300-17882-1. str. 184.
16. 1 2 3  Kulikowski 2016, str. 85.
17. 1 2  Kulikowski 2016, str. 86.
18. ↑  Mennen 2011, str. 201.
19. 1 2 3 4  Kulikowski 2016, str. 87.
20. ↑  Sidebottom 2005, str. 326.
21. ↑  Fishwick 1973, str. 647.
22. ↑  Fishwick, Duncan Cesarski kult na latinskem Zahodu: Študije o kultu vladarja zahodnih provinc rimskega cesarstva, 3. zvezek. Boston: Brill, 1992, 2002. ISBN 978-90-04-09495-6. str. 1, 199.
23. ↑  Goldsworthy. 2016. str. 402.
24. ↑  Kulikowski 2016, str. 97.